# صيدناني أحمر الذيل
صيدناني أحمر الذيل (الاسم العلمي: Tamias ruficaudus) (بالإنجليزية: Red-tailed Chipmunk)‏ هو نوع من الحيوانات يتبع جنس الصيدناني من الفصيلة السنجابية.